# Eleições estaduais no Tocantins em 2010
As eleições estaduais no Tocantins em 2010 ocorreram em 3 de outubro como parte das eleições gerais em 26 estados e no Distrito Federal. Foram eleitos o governador Siqueira Campos, o vice-governador João Oliveira, os senadores João Ribeiro e Vicentinho Alves, além de oito deputados federais e vinte e quatro deputados estaduais.
O processo sucessório tocantinense foi antecipado ante a cassação do governador Marcelo Miranda e do vice-governador Paulo Sidney por decisão do Tribunal Superior Eleitoral em 26 de setembro de 2009 graças a uma ação de impugnação de mandato eletivo impetrada pela coligação que apoiou Siqueira Campos. Ao propor a ação, a coligação derrotada queria assumir o poder com assentimento judicial tal como ocorrera naquele mesmo ano na Paraíba e no Maranhão, entretanto a intenção de Siqueira Campos de voltar ao Palácio Araguaia falhou graças ao entendimento da Justiça Eleitoral segundo o qual o sucessor do governador cassado deveria ser escolhido pela Assembleia Legislativa do Tocantins, pois a vitória de Marcelo Miranda em 2006 aconteceu em primeiro turno.
Graças à tese descrita acima, os deputados estaduais elegeram Carlos Henrique Gaguim para governar o estado. Natural de Ceres (GO), ele começou sua carreira política pelo PTB ao eleger-se vereador em Palmas em 1992 e 1996. Diplomado em Administração de Empresas na Universidade Luterana do Brasil com pós-graduação em Políticas Públicas e Soberania Nacional e em Políticas Públicas de Meio Ambiente pela Universidade Federal do Tocantins, Carlos Henrique Gaguim foi eleito deputado estadual em 1998 e ao migrar para o PMDB foi reeleito em 2002 e 2006. Presidente do legislativo estadual à época da cassação de Marcelo Miranda, foi escolhido governador a seguir.
Na eleição direta a vitória foi de Siqueira Campos. Nascido em Crato (CE), ele começou na política em 1964 como vereador em Colinas do Tocantins chegando a presidir a Câmara Municipal. Filiado à ARENA e ao PDS, elegeu-se deputado federal por Goiás em 1970, 1974, 1982 e 1986, quando já estava no PDC. Como parlamentar, lutou pela criação do Tocantins, estado onde foi eleito governador em 1988, 1994 e 1998, obtendo agora, via PSDB, o quarto mandato frente ao Palácio Araguaia tendo João Oliveira como vice-governador. Pouco antes das eleições de 2014, eles renunciaram aos mandatos entregando o poder ao deputado Sandoval Cardoso.

## Resultado da eleição para governador
Segundo o Tribunal Regional Eleitoral do Tocantins, houve 692.021 votos nominais, assim distribuídos:
| Candidatos a governador do estado | Candidatos a vice-governador | Número | Coligação                                                                               | Votação | Percentual |
| --------------------------------- | ---------------------------- | ------ | --------------------------------------------------------------------------------------- | ------- | ---------- |
| Siqueira Campos PSDB              | João Oliveira DEM            | 45     | Tocantins levado a sério (PSDB, DEM, PTB, PR, PSC, PV, PTN, PRB, PRTB, PMN, PTC, PTdoB) | 349.592 | 50,52%     |
| Carlos Henrique Gaguim PMDB       | Valderez Castelo Branco PP   | 15     | Força do povo (PMDB, PP, PT, PDT, PPS, PSB, PSL, PSDC, PHS, PRP, PCdoB)                 | 342.429 | 49,48%     |

## Biografia dos senadores eleitos

### João Ribeiro
Na eleição para senador foi reeleito o empresário João Ribeiro. Natural de Campo Alegre de Goiás, comandou o Sindicato dos Garimpeiros responsável pelos estados do Pará, Maranhão e Goiás. Eleito vereador de Araguaína pelo PDS em 1982 e deputado estadual pelo PFL goiano em 1986, alcançou a prefeitura de Araguaína em 1988. Eleito deputado federal pelo Tocantins em 1994 e 1998, afastou-se para auxiliar o governador Siqueira Campos como Secretário de Turismo, Secretário de Governo e Secretário de Justiça. Eleito senador em 2002, renovou o mandato pelo PR este ano. Sua morte levou à efetivação do suplente Ataídes Oliveira.

### Vicentinho Alves
A segunda vaga senatorial foi entregue ao ex-governador Marcelo Miranda, porém sua votação foi anulada graças aos efeitos da Lei da Ficha Limpa e assim Vicentinho Alves herdou a cadeira. Nascido em Porto Nacional, elegeu-se prefeito de sua cidade natal pelo PDT em 1988, ano em que foi escolhido presidente da Associação Tocantinense de Municípios. Derrotado na eleição para senador em 1994, foi eleito deputado estadual pelo PFL em 1998 e 2002, presidiu depois a Assembleia Legislativa do Tocantins. Aliado de Siqueira Campos, foi eleito deputado federal pelo PSDB em 2006, migrando para o PL no curso do mandato. Com a criação do PR, foi eleito senador pelo partido.

## Resultado da eleição para senador
Segundo o Tribunal Regional Eleitoral do Tocantins, houve 1.341.660 votos nominais, assim distribuídos:.
| Candidatos a senador da República | Primeiro suplente de senador | Número | Coligação                                                                               | Votação | Percentual |
| --------------------------------- | ---------------------------- | ------ | --------------------------------------------------------------------------------------- | ------- | ---------- |
| João Ribeiro PR                   | Ataídes Oliveira PSDB        | 221    | Tocantins levado a sério (PSDB, DEM, PTB, PR, PSC, PV, PTN, PRB, PRTB, PMN, PTC, PTdoB) | 375.090 | 27,96%     |
| Marcelo Miranda PMDB              | Eudoro Pedroza PT            | 151    | Força do povo (PMDB, PP, PT, PDT, PPS, PSB, PSL, PSDC, PHS, PRP, PCdoB)                 | 340.931 | 25,41%     |
| Vicentinho Alves PR               | João Costa PSDB              | 222    | Tocantins levado a sério (PSDB, DEM, PTB, PR, PSC, PV, PTN, PRB, PRTB, PMN, PTC, PTdoB) | 332.295 | 24,77%     |
| Paulo Mourão PT                   | Elvio Quirino PCdoB          | 131    | Força do povo (PMDB, PP, PT, PDT, PPS, PSB, PSL, PSDC, PHS, PRP, PCdoB)                 | 293.344 | 21,86%     |

## Deputados federais eleitos
São relacionados os candidatos eleitos com informações complementares da Câmara dos Deputados.

Representação eleita
  DEM: 2
  PMDB: 1
  PSDB: 1
  PDT: 1
  PP: 1
  PPS: 1
  PSB: 1

| Número | Deputados federais eleitos | Partido | Votação | Percentual | Cidade onde nasceu   | Unidade federativa |
| 1570   | Júnior Coimbra             | PMDB    | 69.372  | 9,53%      | Filadélfia           | Tocantins          |
| 4555   | Eduardo Gomes              | PSDB    | 49.455  | 6,79%      | Estância             | Sergipe            |
| 1234   | Ângelo Agnolin             | PDT     | 47.542  | 6,53%      | Palmeira das Missões | Rio Grande do Sul  |
| 1145   | Lázaro Botelho             | PP      | 41.888  | 5,75%      | Loreto               | Maranhão           |
| 2323   | César Halum                | PPS     | 39.827  | 5,47%      | Anápolis             | Goiás              |
| 4040   | Laurez Moreira             | PSB     | 39.658  | 5,45%      | Dueré                | Tocantins          |
| 2510   | Irajá Abreu                | DEM     | 39.301  | 5,40%      | Goiânia              | Goiás              |
| 2580   | Dorinha Rezende            | DEM     | 38.233  | 5,25%      | Goiânia              | Goiás              |

## Deputados estaduais eleitos
Estavam em jogo 24 cadeiras na Assembleia Legislativa do Tocantins.

Representação eleita
  PMDB: 6
  PR: 4
  PPS: 3
  PT: 3
  DEM: 2
  PSDB: 2
  PV: 1
  PTB: 1
  PSB: 1
  PP: 1

Fonteː
| Número | Deputados estaduais eleitos | Partido | Votação | Percentual | Cidade onde nasceu     | Unidade federativa |
| 15222  | Sandoval Cardoso            | PMDB    | 27.072  | 3,66%      | Goiânia                | Goiás              |
| 22022  | Luana Ribeiro               | PR      | 25.888  | 3,50%      | Goiânia                | Goiás              |
| 43123  | Marcelo Lelis               | PV      | 24.556  | 3,32%      | Inhumas                | Goiás              |
| 15123  | Josi Nunes                  | PMDB    | 24.405  | 3,30%      | Porto Nacional         | Tocantins          |
| 23222  | Eduardo do Dertins          | PPS     | 23.310  | 3,15%      | Cravinhos              | São Paulo          |
| 13300  | Solange Duailibe            | PT      | 20.940  | 2,83%      | São Miguel do Araguaia | Goiás              |
| 15700  | Vilmar do Detran            | PMDB    | 18.464  | 2,49%      | Nazário                | Goiás              |
| 15153  | Iderval Silva               | PMDB    | 15.775  | 2,13%      | Anápolis               | Goiás              |
| 15000  | Eli Borges                  | PMDB    | 15.685  | 2,12%      | Ipameri                | Goiás              |
| 15111  | José Augusto Pugliesi       | PMDB    | 15.415  | 2,08%      | Goiânia                | Goiás              |
| 14000  | José Geraldo                | PTB     | 15.119  | 2,04%      | Tiros                  | Minas Gerais       |
| 40100  | Wanderlei Barbosa           | PSB     | 14.573  | 1,97%      | Porto Nacional         | Tocantins          |
| 11610  | Raimundo Palito             | PP      | 14.045  | 1,90%      | Exu                    | Pernambuco         |
| 22111  | José Bonifácio              | PR      | 13.578  | 1,83%      | Tocantinópolis         | Tocantins          |
| 22333  | Amélio Cayres               | PR      | 13.227  | 1,79%      | Érico Cardoso          | Bahia              |
| 23200  | Sargento Aragão             | PPS     | 13.159  | 1,78%      | Sertânia               | Pernambuco         |
| 23400  | Manoel Queiroz              | PPS     | 13.053  | 1,76%      | Praia Norte            | Tocantins          |
| 25111  | Toinho Andrade              | DEM     | 11.846  | 1,60%      | Porto Nacional         | Tocantins          |
| 22223  | Stalin Bucar                | PR      | 11.006  | 1,49%      | Tocantínia             | Tocantins          |
| 25100  | Osires Damaso               | DEM     | 10.413  | 1,41%      | Campinorte             | Goiás              |
| 13613  | Amália Santana              | PT      | 9.085   | 1,23%      | Itaberaí               | Goiás              |
| 45555  | Freire Júnior               | PSDB    | 8.319   | 1,12%      | Goiânia                | Goiás              |
| 45115  | Raimundo Moreira            | PSDB    | 8.204   | 1,11%      | Nazaré                 | Tocantins          |
| 13456  | Zé Roberto                  | PT      | 6.542   | 0,88%      | Pirenópolis            | Goiás              |